# Timon Wellenreuther
Timon Janis Wellenreuther (Karlsruhe, 3 de desembre de 1995) és un futbolista alemany que juga com a porter al RSC Anderlecht.

## Trajectòria
Wellenreuther es va unir al Schalke 04 en 2013 procedent del Karlsruher SC. Va debutar en la Lliga de Campions de la UEFA contra el Reial Madrid el 18 de febrer de 2015. Va fer el seu debut en la 1. Bundesliga el 3 de febrer de 2015 contra el Bayern de Múnic en un empat 1-1 a domicili. Va reemplaçar Fabian Giefer a la mitja part.
El 25 de juny de 2015 es va oficialitzar el seu fitxatge pel Real Club Esportiu Mallorca. El futbolista va arribar cedit al club balear, que va pactar una opció de compra.